# Callie Hernandez
Callie Marie Hernandez é uma atriz estadunidense. Iniciou sua carreira no filme Machete Kills (2013); em seguida, destacou-se em La La Land e na série Graves.

## Filmografia
| Ano  | Título                          | Papel      |
| ---- | ------------------------------- | ---------- |
| 2013 | Machete Kills                   | Space Babe |
| 2014 | From Dusk till Dawn: The Series | Jessie     |
| 2014 | Sin City: A Dame to Kill For    | Thelma     |
| 2014 | Members Only                    | Ana        |
| 2015 | "Slumlord Rising"               | Garota     |
| 2016 | The Woods: Blair Witch          | Lisa       |
| 2016 | La La Land                      | Tracy      |
| 2016 | Graves                          | Samantha   |
| 2017 | Weightless                      | Julie      |
| 2017 | Alien: Covenant                 | Upworth    |
| 2017 | Under the Silver Lake           |            |
| 2019 | Soundtrack                      | Nellie     |